# Coryphantha pallida subsp. calipensis
Coryphantha pallida subsp. calipensis ist eine Unterart der Pflanzenart Coryphantha pallida in der Gattung Coryphantha aus der Familie der Kakteengewächse (Cactaceae). Das Artepitheton calipensis verweist auf das Vorkommen der Art bei Calipan im mexikanischen Bundesstaat Puebla.

## Beschreibung
Coryphantha pallida subsp. calipensis bildet meist dichte Klumpen. Die kugelförmigen bis etwas zylindrischen, graugrünen bis olivgrünen Triebe erreichen bei Durchmessern von 5 bis 8 Zentimeter Wuchshöhen von bis zu 9 Zentimeter. Die bis zu 30 Millimeter langen und an ihrer Basis bis 30 Millimeter breiten Warzen sind zu ihrer Spitze hin konisch und an der Basis pyramidal. Die Axillen sind bewollt. Der meist einzelne bräunliche bis schwärzliche Mitteldorn – manchmal werden drei bis vier ausgebildet – ist kaum gebogen und bis zu 1,5 Zentimeter lang. Die zehn bis 16 weißlichen, 1 bis 1,5 Zentimeter langen Randdornen sind nadelig und gerade.
Die gelben Blüten sind 5 bis 6 Zentimeter lang und erreichen ebensolche Durchmesser. Die grünen Früchte sind länglich und weisen Längen von 2,5 Zentimeter auf.

## Verbreitung und Systematik
Coryphantha pallida subsp. calipensis ist in den mexikanischen Bundesstaaten Puebla und Oaxaca auf Schwemmböden und Kalkgeröll verbreitet.
Die Erstbeschreibung durch Salvador Arias Montes, Leonardo Ulises Guzmán Cruz und Susana Gama López wurde 1992 veröffentlicht. Reto F. Dicht und Adrian D. Lüthy stellten die Art als Unterart zur Art Coryphantha pallida. Ein nomenklatorisches Synonym ist Coryphantha pycnacantha var. calipensis U.Guzmán (1997, nom. inval. ICBN-Artikel 33.3).

## Nachweise